# NGC 7831
NGC 7831 = IC 1530 ist eine Spiralgalaxie vom Hubble-Typ Sb im Sternbild Andromeda am Nordsternhimmel. Sie ist schätzungsweise 235 Millionen Lichtjahre von der Milchstraße entfernt und hat einen Durchmesser von etwa 105.000 Lichtjahren. 

Das Objekt ist Namensgeberin der NGC 7831-Gruppe (LGG 1)

Im selben Himmelsareal befinden sich u. a. die Galaxien NGC 13, NGC 19, NGC 20, NGC 7836.
Das Objekt wurde am 20. September 1885 vom US-amerikanischen Astronomen Lewis Swift (als NGC-Objekt gelistet) und am 7. September 1888 vom französischen Astronomen Guillaume Bigourdan (als IC-Objekt aufgeführt) entdeckt.

## NGC 7831-Gruppe (LGG 1)
| Galaxie   | Alternativname | Entfernung/Mio. Lj |
| --------- | -------------- | ------------------ |
| NGC 13    | PGC 650        | 223                |
| NGC 20    | PGC 679        | 230                |
| NGC 21    | PGC 759        | 221                |
| NGC 29    | PGC 767        | 221                |
| NGC 39    | PGC 852        | 225                |
| NGC 43    | PGC 875        | 222                |
| NGC 7805  | PGC 109        | 223                |
| NGC 7806  | PGC 112        | 221                |
| NGC 7819  | PGC 303        | 230                |
| NGC 7831  | PGC 569        | 235                |
| NGC 7836  | PGC 608        | 227                |
| PGC 190   | MCG +05-01-027 | 229                |
| PGC 206   | CGCG498-068    | 222                |
| PGC 309   | UGC 30         | 221                |
| PGC 726   | UGC 93         | 229                |
| PGC 869   | UGC 117        | 220                |
| PGC 921   | UGC 130        | 221                |
| PGC 73023 | UGC12864       | 218                |